# Radio Široki Brijeg
Radio Široki Brijeg je bosanskohercegovačka radijska postaja na hrvatskom jeziku iz Širokog Brijega.
Utemeljen je 10. travnja 1992. godine, a mogao se čuti tek u dijelovima širokobriješke općine. Radio Široki Brijeg danas emitira 24 sata dnevno vlastitog programa koji emitira na tri frekvencije (92,7, 93,1 i 102,3 MHz) na području Zapadnohercegovačke, Hercegovačko-neretvanske i Hercegbosanske županije, a putem internet streaminga može se slušati i u cijelom svijetu. OD 24 sata programa od 7 do 22 sata je govorni program.
Glavni i odgovorni urednik je Mario Marušić.
Na radiju je stalno zaposleno desetak novinara, voditelja i tehničara koji uz potporu vanjskih suradnika stvaraju program (specijalizirane emisije, javljanja uživo i sl.).
Sjedište Radija Široki Brijeg je u zgradi Hrvatskoga kulturnog doma, na Trgu Gojka Šuška, u samom središtu Širokog Brijega.

## Vanjske poveznice
- Službene stranice  Arhivirana inačica izvorne stranice od 14. studenoga 2016. (Wayback Machine)
- Facebook